# Litierses
Litierses (en grec antic Λιτυέρσης), va ser, segons la mitologia grega, un fill del rei Mides.
Acollia els forasters que travessaven els seus dominis i els proposava segar amb ells. Si s'hi negaven, els matava o els obligava a treballar a cops. Quan havien acabat la seva feina, al vespre, els tallava el cap i amagava el seu cos. També els obligava a competir amb ell per veure qui segava més ràpid. Sempre en sortia vencedor i decapitava el seu oponent.
Hèracles, quan era esclau d'Òmfale, va passar per les seves terres i va acceptar el repte del bandit. Després d'adormir-lo amb un cant, li tallà el cap. Una tradició diu que Hèracles havia decidit matar Litierses perquè havia fet esclau al pastor Dafnis, que havia arribat als seus dominis mentre recorria el món en recerca de la seva estimada Pimplea, raptada per uns pirates.
Es relaciona amb una divinitat frígia, el Segador.